# Borek Wielkopolski
Borek Wielkopolski este un oraș în Polonia.